# شهرستان می
شهرستان می (به لاتین: Mei County) یک منطقهٔ مسکونی در چین است که در باوژی واقع شده‌است.